# Trencsénmakó
Trencsénmakó (szlovákul Makov) község Szlovákiában, a Zsolnai kerületben, a Csacai járásban.

## Fekvése
Nagybiccsétől 18 km-re északra, a Kiszuca partján fekszik.

## Története
A falu a német jog alapján keletkezett a Thurzó család nagybiccsei uradalmának területén, Hegyeshely határában a 17. és 18. század fordulóján. 1720-ban „Viszoka-Makov” néven említik először az adóösszeírásban, mely szerint 44 adózója volt. Lakói erdei munkákkal és állattartással foglalkoztak. 1796-tól a csernei plébániához tartozott, Szent István király tiszteletére szentelt római katolikus temploma 1803-ban épült. A település nagy területen, szétszórtan elhelyezkedő kis telepekből állt, ezért lakói szinte csak az istentiszteleteken éltek közösségi életet. 1828-ban 207 házában 1981 lakos élt.
Fényes Elek szerint „Javornik-Cserne, vagy Makov, tót falu, Trencsén vmegyében, hegyek közt szanaszét a megyének majd legmagasabb vidékén fekszik Morvaország szélén. Ut. post. Zsolna. Határa felette sovány, csak zabot és burgonyát terem. Itt ered a Kiszucza folyó, mellyen faszerszámokat szoktak leszállitani talpakon. Lakja 2600 r. kath., kik igen szegények, s mint drótosok Német-, Magyar-, Oroszországokba szétjárnak. Kath. paroch. templom. Herczeg Eszterházy bicsei uradalmához tartozik”.
Trencsénmakó csak 1895-ben lett önálló község, első bírója Matter Rudolf volt. 1900 és 1910 között sok lakója vándorolt ki a tengerentúlra. A trianoni békéig Trencsén vármegye Nagybiccsei járásához tartozott.
A háború után sokan jártak át Csehországba, főként Ostrava üzemeiben dolgoztak. Mások zsindelykészítéssel, házalással foglalkoztak. A 20. század második felében a falu fejlődése fellendült, melyben nagy szerepet kapott a turizmus.

## Népessége
| Év:            | 1994. | 2004.   | 2014.   | 2024.   |
| -------------- | ----- | ------- | ------- | ------- |
| Emberek száma: | 1974  | 1905    | 1769    | 1662    |
| Eltérés:       |       | -3,49 % | -7,13 % | -6,04 % |

| Év:            | 2023. | 2024.   |
| -------------- | ----- | ------- |
| Emberek száma: | 1678  | 1662    |
| Eltérés:       |       | -0,95 % |

1910-ben 2301, túlnyomórészt szlovák anyanyelvű lakosa volt.
2001-ben 1932 lakosából 1895 szlovák volt.
2011-ben 1815 lakosából 1726 szlovák volt.

## Nevezetességei
- Római katolikus temploma 1803-ban épült klasszicista stílusban. Belső berendezése a 19. század végén készült.
- A Cserne felé vezető út mellett a Vavrincov nevű településrészen kis utikápolna áll, mely a helyiek szerint több mint 140 éves, pontos építési ideje nem ismert. Fülkéjében Szűz Mária szobra látható.
- Lovászi nevű településrészén egy 100 évnél idősebb kápolna áll, melyet egy Prda nevű földbirtokos a helyi lakosokkal együtt épített.

## Külső hivatkozások
- Hivatalos oldal
- Községinfó
- Trencsénmakó Szlovákia térképén
- E-obce.sk Archiválva 2008. február 9-i dátummal a Wayback Machine-ben